# フェオドラ・ロイス・ツー・シュライツ

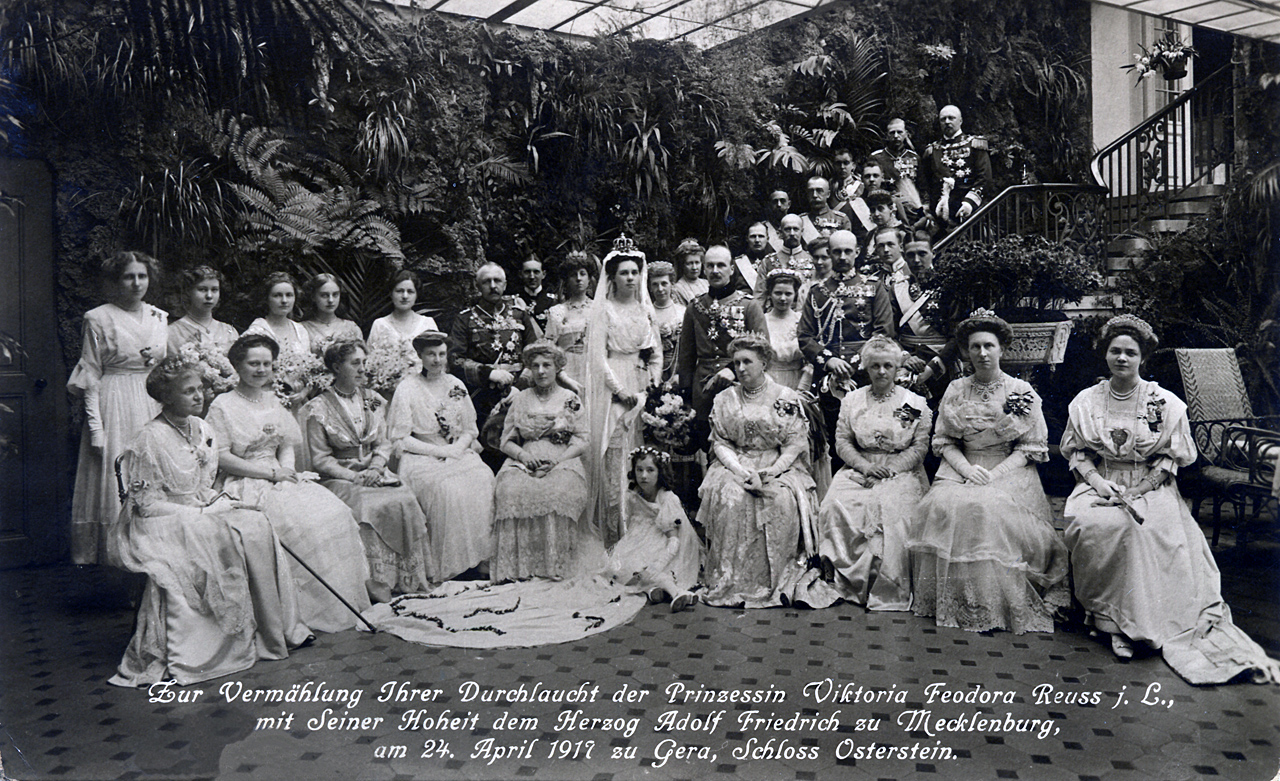
婚礼時の親族集合写真

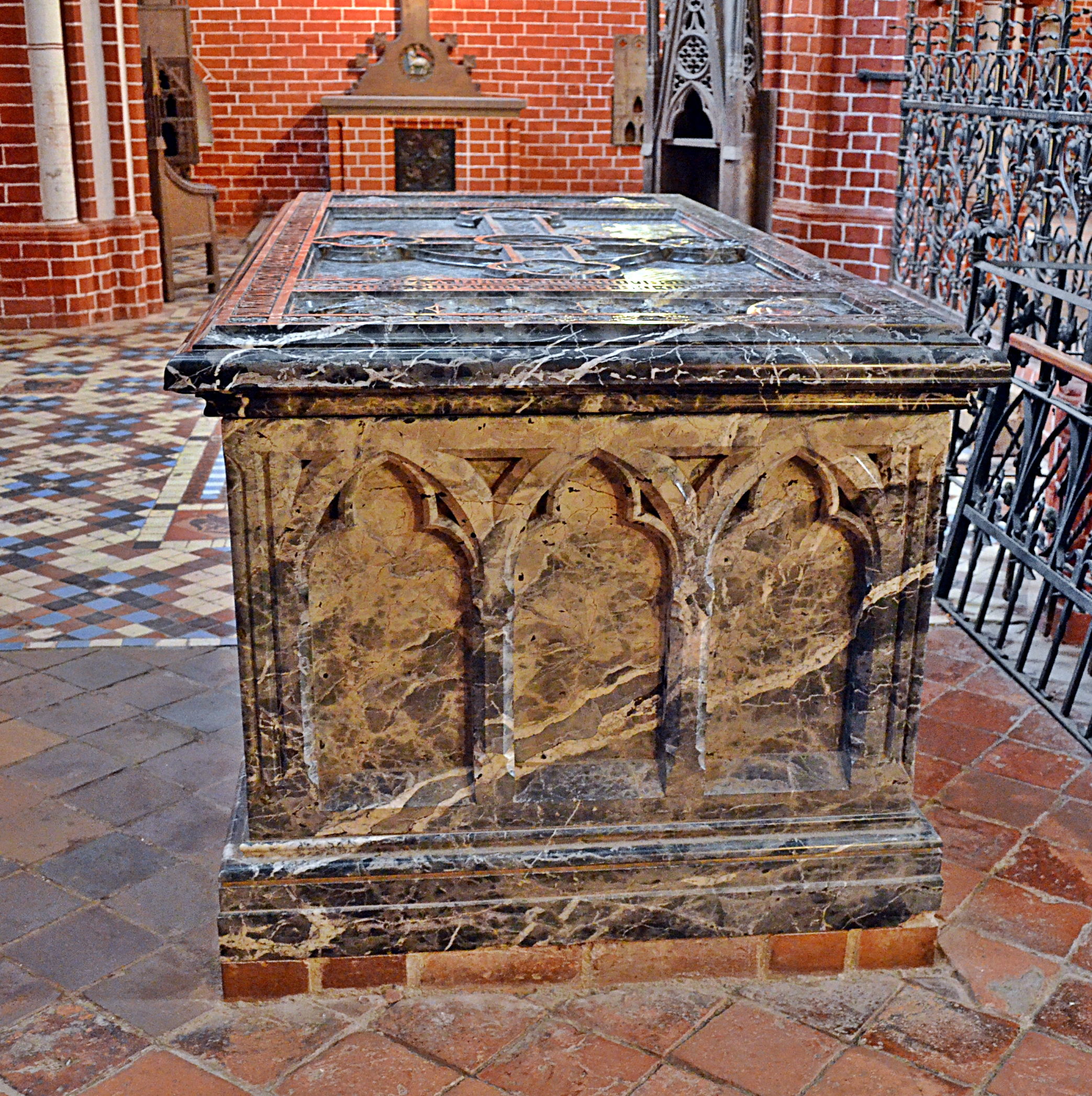
ドーベラン司教座聖堂内のフェオドラの石棺

ヴィクトリア・フェオドラ・ロイス・ユンゲレリーニエ（ドイツ語: Victoria Feodora Prinzessin Reuß jüngere Linie, 1889年4月21日 - 1918年12月18日）は、ドイツ・テューリンゲン地方の小諸侯ロイス家の侯女で、メクレンブルク公アドルフ・フリードリヒの妻。

## 生涯
弟系ロイス侯ハインリヒ27世とその妻でホーエンローエ＝ランゲンブルク侯ヘルマンの娘エリーゼ（1864年 - 1929年）の間の第1子、長女。1917年4月24日、ゲーラでメクレンブルク公アドルフ・フリードリヒと結婚。フェオドラの結婚式は、弟系ロイス侯家の居城オステルシュタイン城で祝賀された「最後の侯家の婚礼（die letzte Fürstenhochzeit auf Schloss Osterstein）」となった。1918年12月18日、長女ヴォイツラヴァ＝フェオドラ（1918年 - 2019年、ロイス＝ケストリッツ侯子ハインリヒ1世と結婚）を出産した翌日に29歳で死去した。ドーベラン司教座聖堂内プリビスラウ礼拝堂（Pribislaw-Kapelle）に安置された。フェオドラはこの聖堂内に安置された最後の死者である。
バート・ドーベランのシュテュロウ遊歩道（Stülower Weg）沿いにはフェオドラを記念して建てられたヴィラ・フェオドラ（Villa Feodora）がある。この屋敷は寡夫アドルフ・フリードリヒが1924年に購入し、1945年まで住んでいた。

## 引用
1. ↑  Andreas Röpcke: Herzog Adolf Friedrich und Prinzessin Feodora. Die letzte Fürstenhochzeit auf Schloss Osterstein. In: Katrin Beger, Dagmar Blaha, Frank Boblenz, Johannes Mötsch (Hrsg.): „Ältestes bewahrt mit Treue, freundlich aufgefaßtes Neue“. Festschrift für Volker Wahl zum 65. Geburtstag. Thüringer Archivarverband, Rudolstadt 2008, ISBN 978-3-00-024781-1, S. 491–503.
2. ↑  “Death of Duchess Woizlawa Feodora of Mecklenburg-Schwerin”.   House of Mecklenburg-Schwerin. 2019年6月18日閲覧。